# Klaversnuitkever
De klaversnuitkever (Sitona hispidulus) is een keversoort uit de familie snuitkevers (Curculionidae). De wetenschappelijke naam van de soort is voor het eerst geldig gepubliceerd in 1777 door Fabricius.

## Kenmerken
Hij heeft een lengte van 3 tot 6 mm. Deze snuitkever is opvallend borstelig. Het heeft meestal een goudkleurig koperachtig of groenachtig metaalachtig uiterlijk als hij jong is, maar wanneer de schubben eraf gaan, lijkt hij veel zwarter.